# Уилтси, Тимоти
Тимоти Уилтси (англ. Timothy Wiltsey, 6 августа 1985 — 25 мая 1991) — 5-летний ребёнок, проживавший в городе Сейервилл, штат Нью-Джерси (Sayreville, NJ).

## Биография
25 мая 1991 года его мать-одиночка, Мишель Лодзински, заявила о его исчезновении во время прогулки на карнавал. Тело было обнаружено в апреле 1992 года.
Дело получило общественный резонанс в США. Несмотря на то, что Лодзински неоднократно уличали во лжи, в том числе об обстоятельствах исчезновения, несмотря на то, что она была подозреваемым № 1 по делу, она так и не была осуждена за убийство сына (однако дважды осуждалась за другие преступления — ложное сообщение о собственном похищении и кражу).
По состоянию на 2011 год Лодзински оставалась под подозрением у полиции. Она сменила место жительства, вступила в брак (который вскоре распался) и была беременна.
В августе 2017 год.суд штата Нью-Джерси в США вынес приговор 49-летней Мишель Лодзински, которая признана виновной в детоубийстве 26-летней давности. По версии прокуратуры, Лодзински расправилась с малолетним ребенком, поскольку считала его обузой.